# Ticket du métro parisien
 (juin 2023).
La mise en forme du texte ne suit pas les recommandations de Wikipédia : il faut le « wikifier ».
Les points d'amélioration suivants sont les cas les plus fréquents. Le détail des points à revoir est peut-être précisé sur la page de discussion.
- Les titres sont pré-formatés par le logiciel. Ils ne sont ni en capitales, ni en gras.
- Le texte ne doit pas être écrit en capitales (les noms de famille non plus), ni en gras, ni en italique, ni en « petit »…
- Le gras n'est utilisé que pour surligner le titre de l'article dans l'introduction, une seule fois.
- L'italique est rarement utilisé : mots en langue étrangère, titres d'œuvres, noms de bateaux, etc.
- Les citations ne sont pas en italique mais en corps de texte normal. Elles sont entourées par des guillemets français : « et ».
- Les listes à puces sont à éviter, des paragraphes rédigés étant largement préférés. Les tableaux sont à réserver à la présentation de données structurées (résultats, etc.).
- Les appels de note de bas de page (petits chiffres en exposant, introduits par l'outil «  Source ») sont à placer entre la fin de phrase et le point final[comme ça].
- Les liens internes (vers d'autres articles de Wikipédia) sont à choisir avec parcimonie. Créez des liens vers des articles approfondissant le sujet. Les termes génériques sans rapport avec le sujet sont à éviter, ainsi que les répétitions de liens vers un même terme.
- Les liens externes sont à placer uniquement dans une section « Liens externes », à la fin de l'article. Ces liens sont à choisir avec parcimonie suivant les règles définies. Si un lien sert de source à l'article, son insertion dans le texte est à faire par les notes de bas de page.
- La présentation des références doit suivre les conventions bibliographiques. Il est recommandé d'utiliser les modèles {{Ouvrage}}, {{Chapitre}}, {{Article}}, {{Lien web}} et/ou {{Bibliographie}}. Le mode d'édition visuel peut mettre en forme automatiquement les références.
- Insérer une infobox (cadre d'informations à droite) n'est pas obligatoire pour parachever la mise en page.

Pour une aide détaillée, merci de consulter Aide:Wikification.
Si vous pensez que ces points ont été résolus, vous pouvez retirer ce bandeau et améliorer la mise en forme d'un autre article.
Le ticket de métro voit le jour à Paris, le 19 juillet 1900, en même temps que l'ouverture de la première ligne de métro. C'est à l'occasion de la grande Exposition universelle de 1900 que la ville inaugure la ligne 1. Le ticket devient nécessaire pour prendre le métro dans Paris. Il est en déclin avec l'arrivée des tickets dématérialisés sur la carte Navigo Easy allant jusqu'à la fin de sa vente le 1er janvier 2025 puis sa suppression définitive le 31 décembre 2025.

## Les débuts du ticket de métro
Comme dans le train, le ticket de métro a une couleur différente en fonction des différentes classes : rose pour la première, crème pour la deuxième, et verte pour le ticket allers-retours.

### Le poinçonneur
Pendant bien longtemps, un poinçonneur était chargé de composter les titres de transport à l'entrée du métro à l'aide de son poinçon métallique.
Son travail consistait également à vérifier la tarification de chaque ticket. Jusqu'en 1991, les deux classes avaient un tarif différent, complété par le tarif réduit qui se développe dans les années 1930 (pour les mutilés de guerre, les familles nombreuses, les étudiants avec l'instauration des coupons hebdomadaires moins chers).

C'est finalement en 1968 que les premiers tickets magnétiques sont testés, aux stations Nation et Porte-de-Vanves. Les tourniquets, ou "appareils de contrôle automatique armés de bras tripodes" apparaissent comme une révolution technique et mettent fin au métier de poinçonneur qui devient le contrôleur que nous connaissons aujourd'hui. Ce métier disparaît définitivement en 1975 pour laisser place aux agents de station.

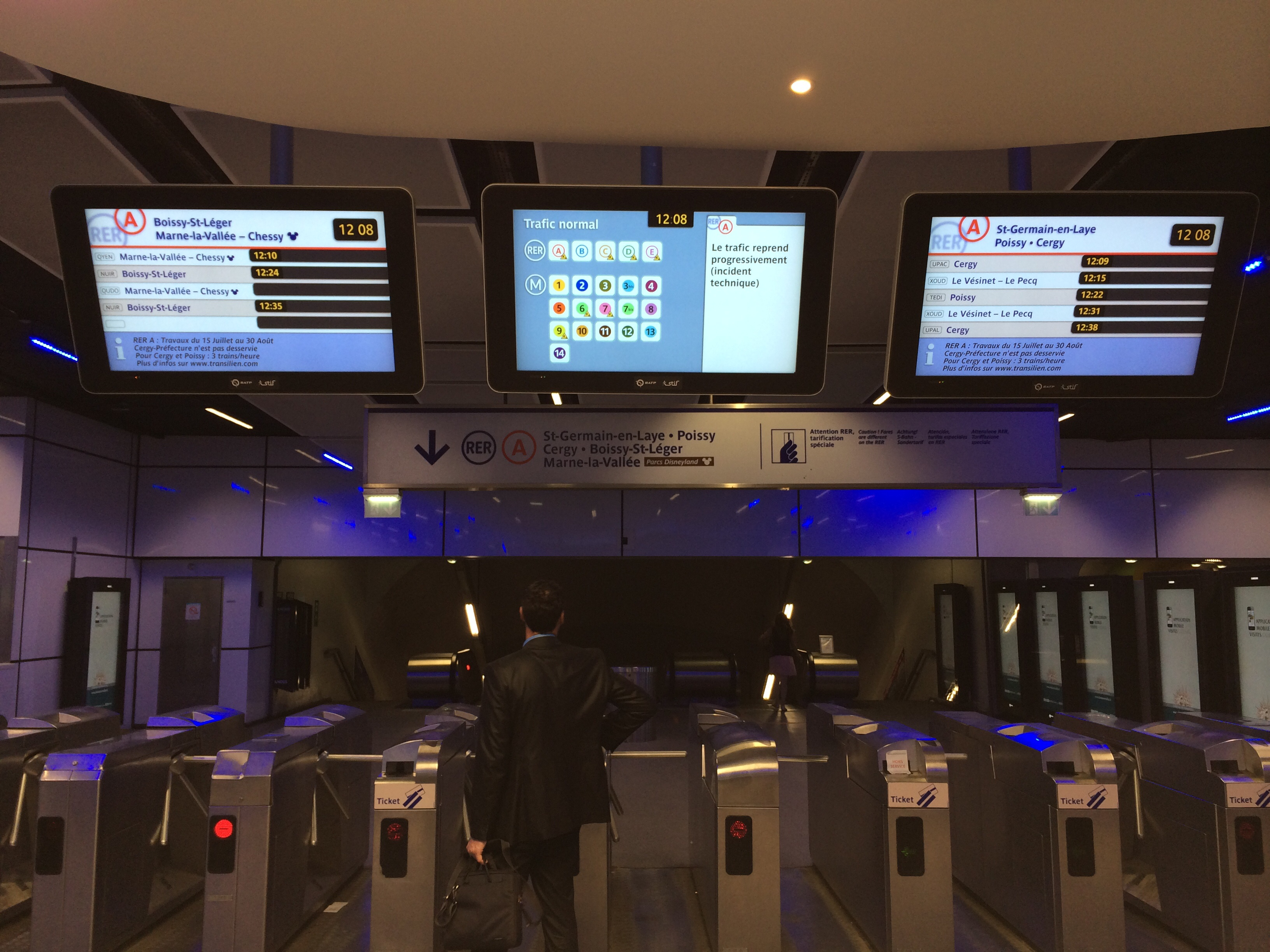
Ligne de validateurs à la station de Charles de Gaulle - Étoile.
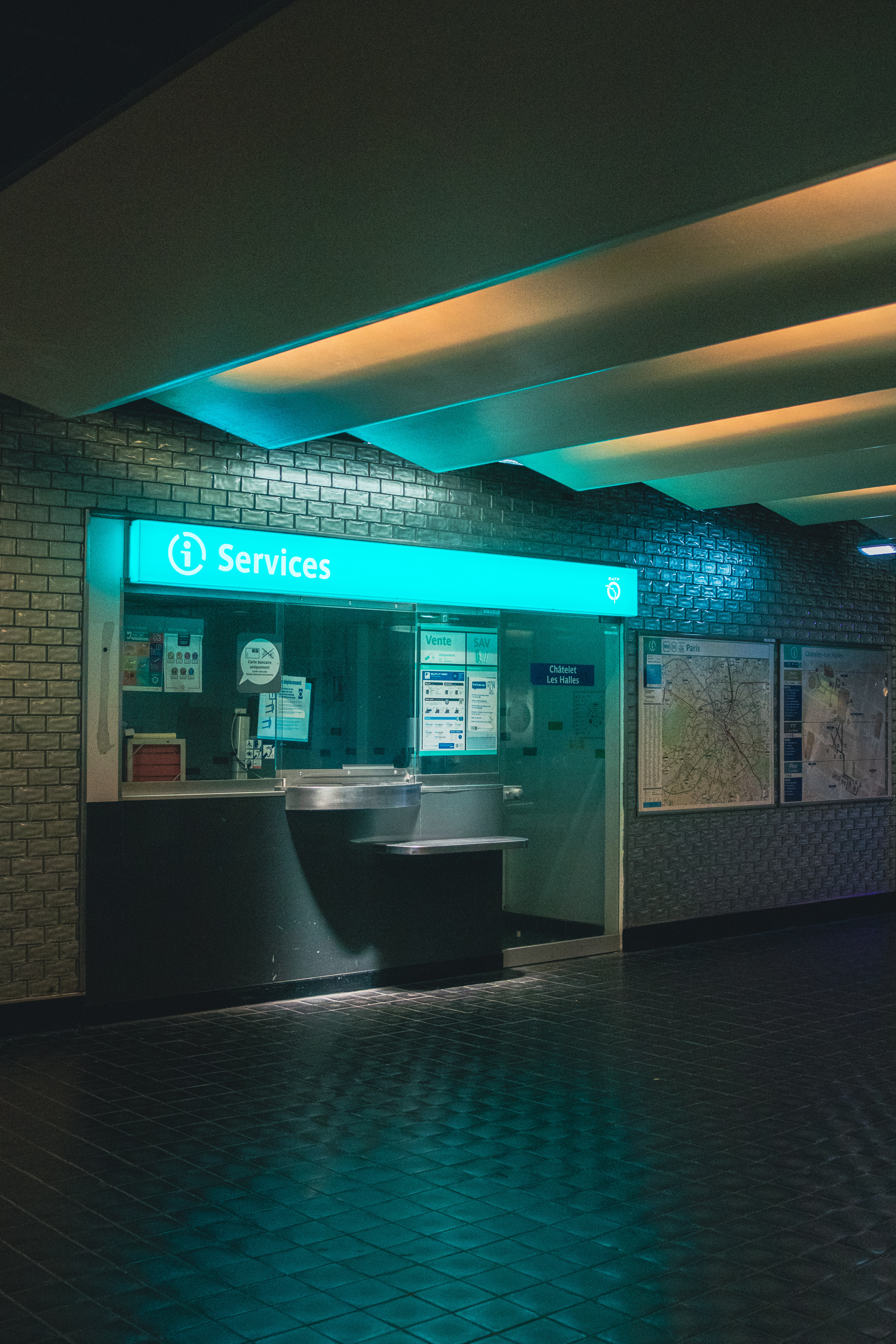
Guichet de vente RATP à Châtelet - Les Halles

### La tarification
Dès le début, le ticket de métro a un prix différent selon la classe dans laquelle montera le voyageur. Il faut attendre les années 30 pour que le tarif réduit apparaisse. Le premier tarif réduit était destiné aux mutilés de guerre qui bénéficiaient d'un ticket coûtant 10 centimes de moins que celui de 2e classe.
À l'heure du baby-boom de l'année 1948, les familles nombreuses obtiennent à leur tour des tickets à moitié-prix.
En 1961, la RATP invente la première carte hebdomadaire d'étudiant.
C'est en 1991 que la première classe disparaît, supprimant donc la différence de tarifs entre les tickets, et permettant aux voyageurs d'occuper les mêmes wagons et les mêmes places. L'administration avait déja tenté de mettre fin à la 1re classe en 1947, afin de "desserrer" les Parisiens, mais celle-ci fut rétablie l'année suivante.

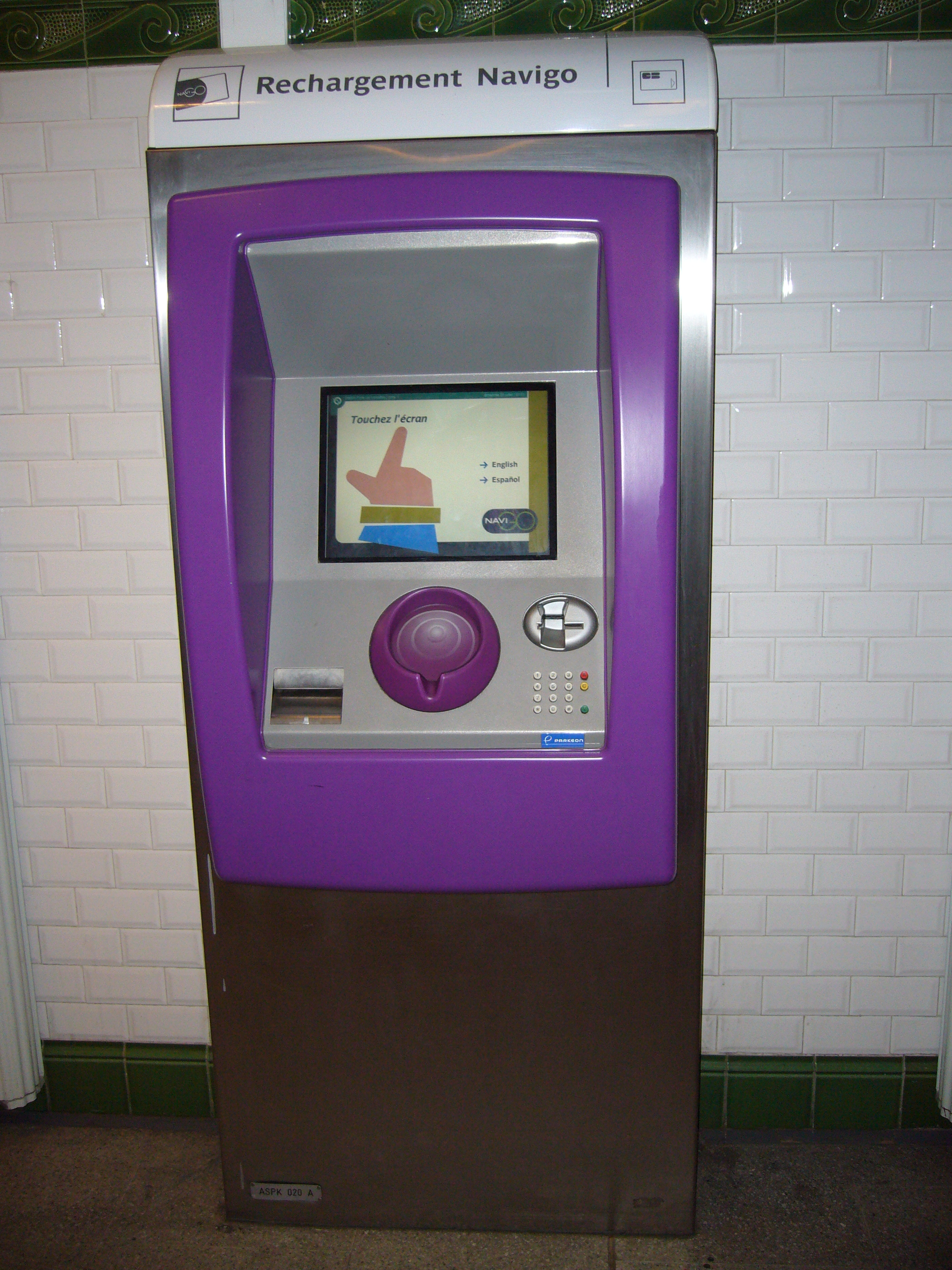
Automate pour l'achat de tickets de métro ainsi que pour le rechargement des forfaits Navigo.

## Un format particulier

### La couleur du ticket de métro
La couleur et la matière du ticket évolue avec les besoins des transports mais aussi avec les changements et fusions des organisations chargées du métro.
La vraie révolution est marquée par l'arrivée de la bande magnétique, une seule couleur devant alors être conservée. Le ticket est jaune, sa longueur est traversée d'une bande marron.
Vingt ans plus tard, la RATP décide d'adopter un ticket couleur vert jade, symbolisant à la fois l'écologie, mais surtout la fusion au sein de l'entreprise entre les bus verts, et le métro bleu.
En 1981, la RATP lance une grande campagne de publicité du "ticket chic et choc", voulant montrer le métro comme un moyen de transport facile, pratique, économique, et moderne.
En 2003, les tickets s'habillent en violet, couleur choisie entre la SNCF, la RATP et le Syndicat des transports parisiens. Ils se nomment alors Tickets t.
C'est finalement en 2007 que l'autorité organisatrice des transports choisit le blanc pour le ticket, seul le logo du Stif s'affichant en bleu et orange. Le ticket se renomme alors Ticket t+, le + marquant la possibilité d'effectuer une ou plusieurs correspondances (passage d'une ligne à une autre) sur le réseau de surface (bus et/ou tramway) pendant 1 h 30 entre la première et dernière validation. Depuis 2018 le ticket est mis aux couleurs d'Île-de-France Mobilités, nouveau nom du Stif.

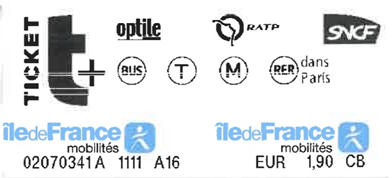
Ticket t+, successeur direct du "ticket de métro parisien" dans sa dernière version utilisée de 2018 à sa suppression en 2025.

### Le format du ticket de métro
À l'origine, le ticket de métro était sur du papier. Il devient très vite un petit morceau de carton imprimé d'un format de 57 x 30 mm. Les principales indications sur le ticket étaient les suivantes : nom de la compagnie, la classe, le prix, la date de délivrance, une lettre correspondant au tarif et un numéro de série.
Depuis 1973, la piste magnétique à fait son apparition, afin d'accompagner la mise en place progressive des dispositifs de contrôles automatiques (tourniquets ou portillons d'accès), remplaçant les poinçonneurs.
Il pèse aujourd'hui 0,5 grammes, pour des dimensions de 30 x 66 millimètres et une épaisseur d'environ 0,27 millimètres.

## L'apparition de la carte de transport
Le taux de fréquentation du métro chute dans les années 1970, concurrencé par la voie Georges-Pompidou qui ouvre les berges de Seine aux automobilistes. Les Franciliens ont alors des trajets longs et fastidieux, devant parfois emprunter jusqu'à cinq lignes différentes. Il faut à nouveau rendre ce moyen de transport attractif.
La carte orange est la solution, faisant naître un sentiment de liberté chez les Parisiens. Elle permet un nombre illimité de trajets dans des zones choisies. Dès 1976, 11 millions de coupons sont vendus.
Au début orange, elle devient finalement blanche en 1996 après qu'un camion contenant des milliers de coupons ait été volé.

Le passe Navigo remplace le coupon en févier 2009 et le nom « Carte Orange » disparaît en mars 2010.

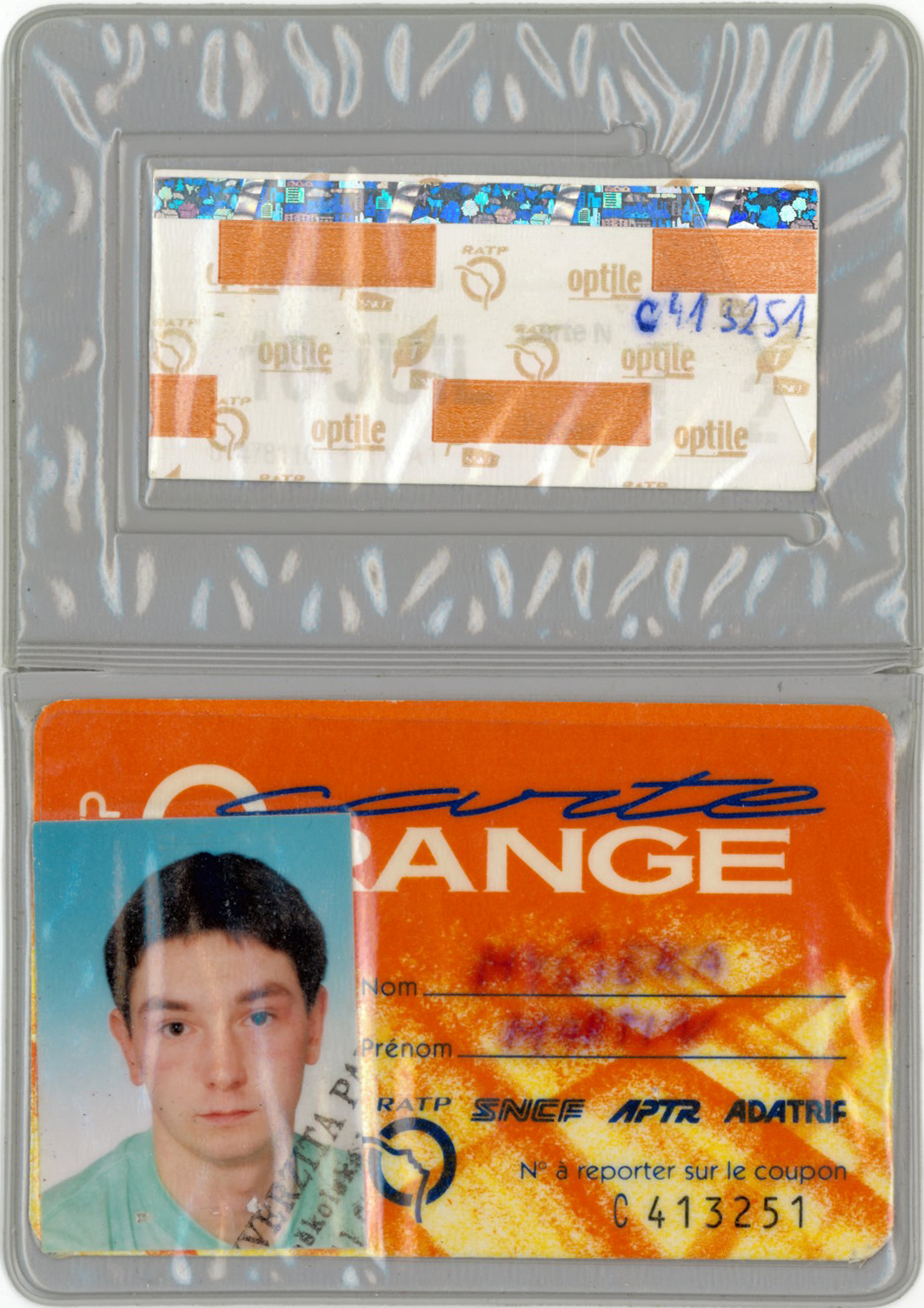
Carte orange avec le coupon pour les portiques.
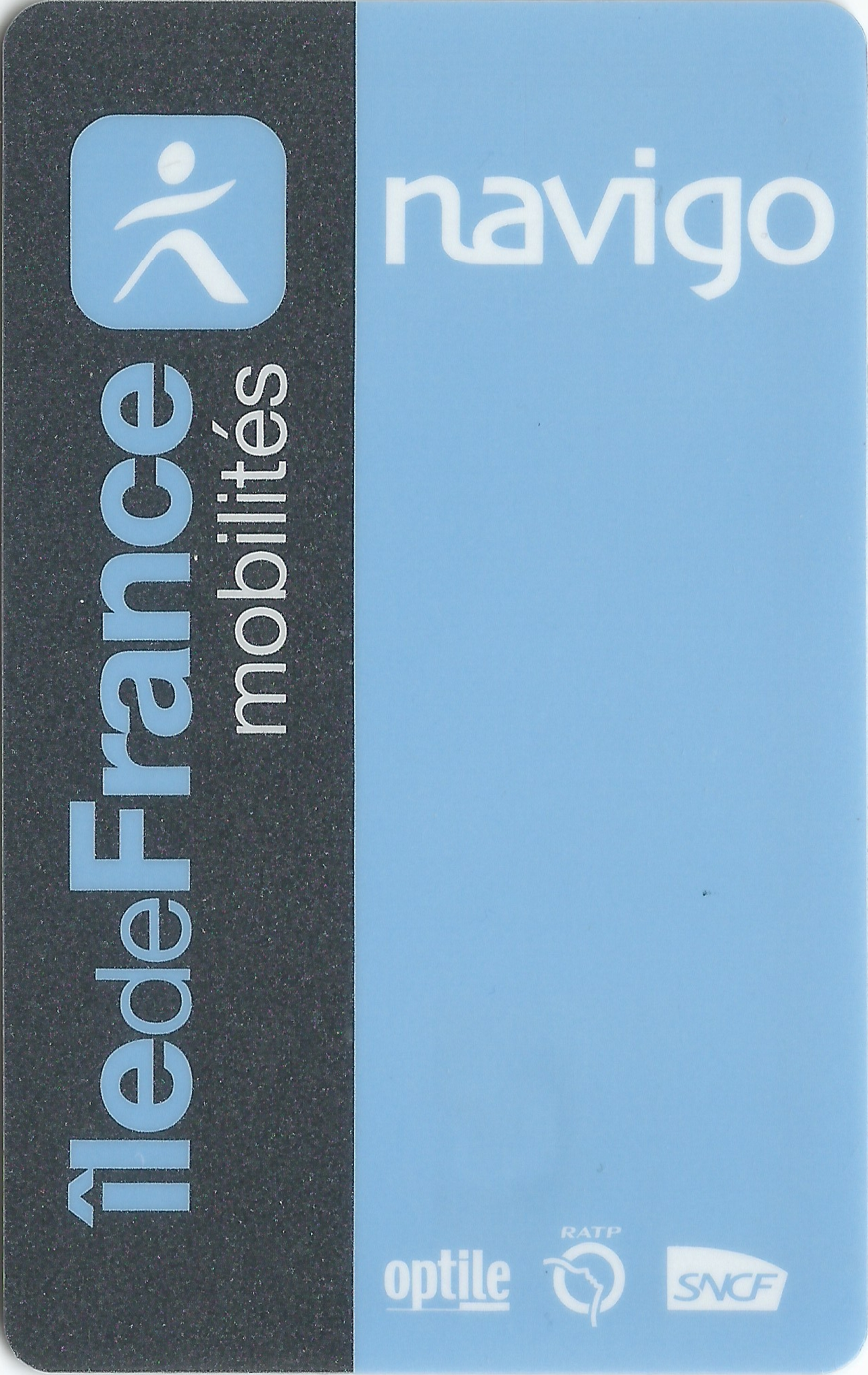
Passe Navigo, support actuel.

## La disparition progressive du ticket de métro
La technologie du « sans contact » voit le jour en 2001, se présentant comme une aubaine pour le secteur du transport. Le passe Navigo remplace le ticket intégral, puis la carte Imagine R les coupons hebdomadaires et mensuels des étudiants.
En 2019, les tickets sont disponibles à l'unité, sur le passe Navigo ou se dématérialisent sur les smartphones. Progressivement, le ticket en carton disparaît, des problématiques écologiques voulant aussi réduire la production de bouts de papier jetés après leur utilisation unique.

Le 2 janvier 2025, une « révolution » de la tarification francilienne entrainera la fin des tickets t+ (le successeur du "billet de métro") et origine-destination. La nouvelle offre tarifaire étant disponible uniquement sur cartes Navigo ou sur téléphone portable (Navigo dématérialisé ou Ticket SMS), la vente de tickets carton se terminera de facto le 1er janvier 2025. Les tickets de l'ancienne tarification restant valable jusqu'au 31 décembre 2025, cette date marquera la fin des tickets en cartons du métro parisien qui auront été utilisés durant 125 ans, 5 mois, une semaine et 5 jours (45 821 jours).

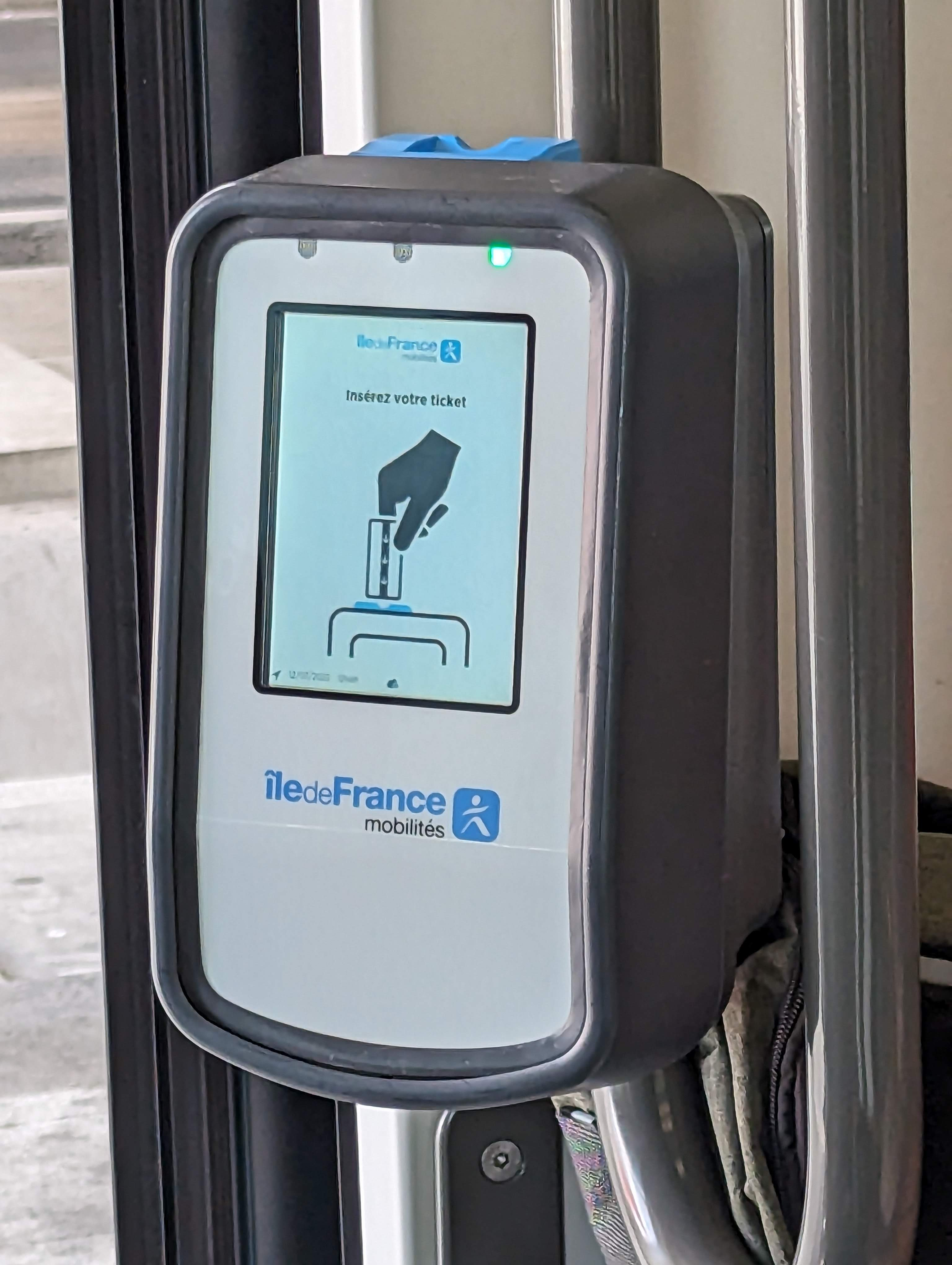
Valideurs de tickets et de cartes Navigo. Ce modèle aux couleurs d'Île-de-France mobilités sera le dernier à être équipé d'un composteur à tickets en carton.